# Байбуртлу Зихни
Байбуртлу Зихни (ок. 1795 или 1800 — ок. 1859) — турецкий народный поэт времён Османской империи. Точные даты его рождения и смерти неизвестны, о его жизни также осталось очень мало сведений.
Родился в Байбурте, настоящее имя — Мехмед Эмин. Учился в медресе в Эрзуруме и Трабзоне, затем отправился в Стамбул и работал там писарем. Известность своими касыдами приобрёл ещё в относительно молодом возрасте. Позже вернулся в родной Байбурт, но покинул его в 1829 году, когда во время Кавказской войны город был занят русскими войсками. Затем снова вернулся, в 1834 году предпринял длительное паломничество по империи, достигнув Египта. Позже жил в Эрзуруме, потом снова в Стамбуле, затем в различных городах Анатолии, везде работая клерком и писарем. Умер в деревне на пути в родной Байбурт.
Среди его творческого наследия — диван стихов в метре аруз, в который вошли также силлабические дестаны и кошма в стиле ашугских песен; это сочинение было опубликовано уже после его смерти, в 1876 году. В своих произведениях Байбуртлу поднимал острые социальные проблемы османского общества своего времени, сатирически высмеивая чиновников, однако у него есть и патриотические стихи (в частности, гневное стихотворение о взятии русскими его родного города в 1828 году).